# Новосельский (Волгоградская область)
Новосельский — посёлок в Новоаннинском районе Волгоградской области России, в составе Панфиловского сельского поселения. Возникло как место компактного проживания российских немцев. 
Население — 526 (2015)

## Общая физико-географическая характеристика
Посёлок находится в степной местности, в пределах Хопёрско-Бузулукской равнины, являющейся южным окончанием Окско-Донской низменности, при вершине балки Бирючок, на высоте около 150-155 метров над уровнем моря. Почвы — чернозёмы южные и чернозёмы обыкновенные.
По автомобильным дорогам расстояние до областного центра города Волгоград составляет 250 км, до районного центра города Новоаннинский - 48 км. Ближайшая железнодорожная станция Панфилово Приволжской железной дороги расположена в 13 км к северо-западу в посёлке Панфилово.
Климат
Климат умеренный континентальный (согласно классификации климатов Кёппена — Dfb). Многолетняя норма осадков — 445 мм. В течение города количество выпадающих атмосферных осадков распределяется относительно равномерно: наибольшее количество осадков выпадает в июне — 52 мм, наименьшее в феврале и марте — по 24 мм. Среднегодовая температура положительная и составляет + 6,6 °С, средняя температура самого холодного месяца января −9,3 °С, самого жаркого месяца июля +21,8 °С.

## История
Основан в 1911 году как немецкий хутор Нейгейм. Хутор относился к Хопёрскому округу Области Войска Донского. Хутор был основан на войсковой земле 34 отделения. Согласно алфавитному списку населённых мест Области Войска Донского 1915 года земельный надел хутор составлял 1770 десятин, здесь проживало 93 мужчины и 90 женщин, имелись паровая мельница и немецкое училище.
С 1928 года хутор - в составе Новоаннинского района Хопёрского округа (упразднён в 1930 году) Нижне-Волжского края (с 1934 года — Сталинградского края). В 1929 году была создана сельхозартель (впоследствии колхоз) "Роте Фане" ("Красное знамя"). Хутор являлся центром Нейгемовского сельсовета. В 1935 году Нейгеймовский сельсовет включён в состав Калининский район Сталинградского края (с 1936 года - Сталинградской области).
28 августа 1941 года был издан Указ Президиума ВС СССР о переселении немцев, проживающих в районах Поволжья. Немецкое население было депортировано.
В 1945 году в посёлке была образована Сталинградская государственная опытная селекционная станция.
В 1950 году Нейгеймовский сельсовет был переименован в Новосельский сельсовет. В 1954 году Панфиловский, Новосельский, Бирючинский сельсоветы были объединены в один Панфиловский, с центром в селе Панфилово. На основании решения Волгоградского облисполкома от 07 февраля 1963 года Калининский район был ликвидирован. Посёлок в составе Панфиловского сельсовета был передан в Новоаннинский район
В 1970 году опытная станция была преобразована в Калининское элитно-семеноводческое  экспериментальное хозяйство, в 1975 году переименовано в ОПХ «Калининское», в настоящее время реорганизовано в ФГУП "Калининское".

## Население
Динамика численности населения по годам:
| 1915 | 1936 | 1987 | 2002 |
| ---- | ---- | ---- | ---- |
| 183  | 416  | ≈630 | 670  |

| 2010 | 2015 |
| ---- | ---- |
| 520  | ↗526 |